# Cemetery Pinch
Cemetery Pinch es el segundo álbum de la banda Cornbugs, lanzado en febrero de 2001.
El álbum a diferencia de su disco anterior, este no presenta la batería de Pinchface, en vez de eso usaron una máquina que reproduce el sonido de una batería y le pre-programaron los sonidos que se utilixarian en las canciones.
 

Al igual que su predecesor, este álbum fue lanzado por la banda y también salió de circulación.

## Canciones
1. Poker Face – 5:32
2. Buried Child - 4:30
3. Buckethead, The Scariest & Best Show Ever! - 0:37
4. Gore Galore - 1:23
5. Cadáver Cadáver - 5:19
6. Pain Donkey - 4:12
7. Brain Dead - 3:47
8. Skeleton In The Closet - 1:33
9. Bone Saw - 4:31
10. Ed Gein - 0:38
11. Hades' Greenish Crown Rag - 4:25
12. The Woe Of The Sargasso Sea - 2:19
13. Polka Hell - 1:47
14. Belly Like A Snake - 2:57
15. Whiskey Biscum - 1:01
16. Cornbugs - 7:31
17. Ain't No Devil - 4:36

## Créditos
1. Choptop - Vocalista
2. Buckethead - Guitarra
3. Sean Weber Small - Técnico
4. William Hooper - Portada Frontal
5. Frankenseuss - Portada Trasera